# کورت گیمی
کورت گیمی (انگلیسی: Kurt Gimmi; ۱۳ ژانویهٔ ۱۹۳۶ – ۲۹ مارس ۲۰۰۳) دوچرخه‌سوار اهل سوئیس بود.